# Pep Montserrat
Pep Montserrat (Monistrol de Montserrat, 22 de desembre de 1966) és un il·lustrador català resident a Barcelona. Compatibilitza la seva professió principal amb la docència.
Entre els reconeixements més destacats que ha rebut al llarg de la seva carrera destaquen el del Ministeri de Cultura l'any 1995, el Catalònia l'any 1997 i el Junceda els anys 2004 i 2009. A més, de l'any 2006 al 2011 els seus treballs van formar part de l'exposició anual de la Society of Illustrators de Nova York, on l'any 2008 van atorgar-li el Certificate of Merit.
En la seva trajectòria també hi destaca la seva participació en el programa infantil de TV3 Una mà de contes on hi ha col·laborat en diverses ocasions.

## Formació
Pep Montserrat va estudiar Procediments Pictòrics a l'Escola Llotja de Barcelona. Posteriorment, va estudiar Disseny Gràfic, començant a l'escola Elisava i seguint dos anys més a l'escola Eina, també a Barcelona.

## Trajectòria professional
La trajectòria professional de Montserrat a nivell de docència passa per impartir i col·laborar en diversos cursos sobre temes específics d'il·lustració a l'Associació Professional d'Il·lustradors de Catalunya.
Ha col·laborat en tres cursos del postgrau d'edició de la Idec, de la Universitat Pompeu Fabra de Barcelona, amb una intervenció sobre el disseny del llibre.
L'any 2007, va fer una conferència com a classe magistral en el marc del Saló del Llibre de Pontevedra. Aquell mateix any, també, va ser membre del Jurat del Premi Apel·les Mestres, premi de reconeixement al llibre il·lustrat
Realitza, també, una conferència a la Escuela Superior de Arte y Tecnología de València, on fa una ponència i imparteix un taller de 24 hores conjuntament amb el Taller Vostok dins del 4º Curso de Ilustración y Diseño de Albarracín.
El Nadal del 2015, igual que altres artistes com Josep Moscardó, José Luis Pasqual, Perico Pastor i Fernando Adam, col·labora en la campanya de pintura solidària amb el lema 'Aquest Nadal tu hi pintes molt! En la lluita contra la pobresa' portada a terme pel centre comercial Espai Gironès, que té com a objectiu lluitar contra la pobresa. Va pintar en directe, al centre comercial, un quadre d'un quadern de viatge a Girona el qual va cedir per subhastar-lo en favor de Càritas, a un preu de sortida de 600 euros.

### Audiovisual
Pep Montserrat, juntament amb l'escriptora Montse Ganges, és el creador de la sèrie d'animació Miniman, de la productora Cromosoma.
Ha treballat, com il·lustrador, en diversos capítols (més de deu contes dierents) del programa Una mà de contes, de TV3 atès que l'escola Massana n'és col·laboradora des del 2002.

#### Ficció adults
- El Nadal d'un nen del País de Gal·les. De Dylan Thomas. Viena Edicions, Barcelona, 2008
- La Navidad para un niño en Gales. ylan Thomas. Nórdica, Madrid, 2010
- Un dia qualsevol/Un dia cualquiera. De Miquel Martí i Pol. Nørdica, Madrid 2013.
- Les Faules d'Esop. Random House/Mondadori, Barcelona 2013.

#### No ficció
- El meu Llibre de Ioga. De Gordana Vranjes-Gloria Rosales. Viena Edicions, Barcelona, 2008
- Un dia a Gràcia/Quadern de viatge. Ajuntament de Barcelona, Barcelona 2011.
- Ilustrísimon Sr. Cohen. Col·lectiu. Editorial 451, Madrid 2011

## Mèrits
El 1995, va obtenir el "Premio Nacional de Ilustración" per Això era un gegant i, aquest mateix any, també va rebre el “Premio a las mejores ilustraciones” del Ministeri de Cultura.
El 2009 va guanyar el Premi al Llibre d'Adult no Ficció de l'Associació d'Il·lustradors de Catalunya per l'obra La meva guia de ioga “per la precisió, plasticitat, diversitat, composició i bona connexió entre els autors”. també va guanyar, aquell mateix any, el Premi Llibre d'Adult de Ficció amb l'obra El Nadal d'un nen a Gal·les “per haver sabut treballar amb una gamma cromàtica grisa i donar-li vida en consonància amb l'atmosfera d'en Dylan Thomas”.
El 2009, l'Associació d'Il·lustradors de Catalunya van atorgar la Menció d'Honor Junceda al programa “Una mà de contes”, de Televisió de Catalunya, en el qual Pep Montserrat hi col·labora com il·lustrador.